# أسل
الأسَل أو السَمَار (باللاتينية: Juncus) هو جنس من الفصيلة الأسلية يتكون من  250 إلى 300 نوع من النباتات العشبية. موطن أنواع كثيرة منها في الوطن العربي، وتوجد أنواع هذا الجنس في جميع المناطق الرطبة في العالم، لكن نادرا ما يوجد في المناطق الاستوائية. العديد منها تعتبر حشائش في الحدائق والقليل منها تستعمل كنباتات زينة.
والأسل نبات طبي ذكره ابن البيطار في كتابه الجامع لمفردات الأدوية والأغذية. و الأسل في اللغة هو الشوك ولكنه أصبح علما على هذا النبات لكثرة شوكه وحدته قال ابن الصحاح: «كل شجر له شوك طويل فشوكة أسل» وفي العصر الحاضر كان الأسل من النبات الاقتصادي الذي تقوم عليه صناعة الحصر (المداد) حيث كانت تفرش في المساجد قبل أن يستبدل بها السجاد الحديث، وكذلك يستعمل في صناعة السلال وفي شباك صيد السمك قبل التحول عنه إلى المواد الصناعية وملامسة الأسل للجلد أو التعرض لشوكة و سنابله يثير الحكة والحساسية لمعظم الناس.

## من أنواعهالأصيلةفيالوطن العربي
- الأسَل البابي (باللاتينية: Juncus valvatus) في المغرب العربي وجنوب أوروبا
- الأسل البحري (باللاتينية: Juncus maritimus) في بلاد الشام
- الأسَل البصيلي (باللاتينية: Juncus bulbosus) في المغرب العربي وأوروبا
- الأسل الخشن (باللاتينية: Juncus rigidus) في بلاد الشام
- الأسل الرميميمي (باللاتينية: Juncus fontanesii) موطنه بلاد الشام ومصر والمغرب العربي وحوض المتوسط وشمال القوقاز
- الأسل الرميميمي نويع قصير السداة (باللاتينية: Juncus fontanesii subsp. brachyanthus) في المغرب العربي
- الأسل الرميميمي نويع كوتشي (باللاتينية: Juncus fontanesii subsp. kotschyi) موطنه بلاد الشام وشمال القوقاز
- الأسل الرميميمي نويع الهرمي (باللاتينية: Juncus fontanesii subsp. pyramidatus) موطنه بلاد الشام ومصر والمغرب العربي وتركيا وقبرص وإيطاليا
- أسل ريشنغر (باللاتينية: Juncus rechingeri) في بلاد الشام والمغرب العربي وتركيا والقوقاز
- الأسل الساحلي (باللاتينية: Juncus littoralis) في المشرق العربي ووادي النيل
- الأسَل العلجومي (باللاتينية: Juncus bufonius) في بلاد الشام
- الأسل الفارسي (باللاتينية: Juncus persicus) في بلاد الشام وأوروبا
- الأسَل كروي الثمار (باللاتينية: Juncus sphaerocarpus) في بلاد الشام والمغرب العربي وقبرص وتركيا ومعظم مناطق أوروبا
- الأسل متباين الأوراق (باللاتينية: Juncus heterophyllus) في المغرب العربي وجنوب غرب أوروبا
- الأسل المدبب (باللاتينية: Juncus acutus) في بلاد الشام ووادي النيل والمغرب العربي
- الأسَل مدبب الأزهار (باللاتينية: Juncus acutiflorus) في بلاد الشام والمغرب العربي ومعظم مناطق أوروبا
- الأسَل المغربي (باللاتينية: Juncus maroccanus) في المغرب العربي
- الأسَل المفترش (باللاتينية: Juncus effusus) في معظم مناطق الوطن العربي وجنوب أوروبا
- الأسل المفصلي (باللاتينية: Juncus articulatus) موطنه بلاد الشام والمغرب العربي ومعظم مناطق أوروبا
- السل المنحني (باللاتينية: Juncus inflexus) في بلاد الشام والمغرب العربي وقبرص وتركيا ومعظم مناطق أوروبا
- الأسَل النقطي (باللاتينية: Juncus punctorius) في بلاد الشام
- أسل هيلدريشي (باللاتينية: Juncus heldreichianus) في بلاد الشام وتركيا واليونان والقوقاز

## من أنواعه
- الأسل الأبيض (باللاتينية: Juncus albescens)
- الأسل الأسود (باللاتينية: Juncus atratus)
- الأسل الأناضولي (باللاتينية: Juncus anatolicatus)
- الأسل البلطيقي (باللاتينية: Juncus balticus)
- أسل جبال روكي (باللاتينية: Juncus saximontanus)
- الأسَل الخيطي (باللاتينية: Juncus filiformis)
- الأسل الداخلي (باللاتينية: Juncus interior)
- الأسَل الدقيق (باللاتينية: Juncus minutulus)
- الأسل الرأسي (باللاتينية: Juncus capitatus)
- الأسل العقدي (باللاتينية: Juncus nodosus)
- الأسل كبير الأوراق (باللاتينية: Juncus macrophyllus)
- الأسل المتجمع (باللاتينية: Juncus conglomeratus)
- الأسل المتقزم (باللاتينية: Juncus hemiendytus)
- الأسل المجعد (باللاتينية: Juncus rugulosus)
- الأسل مستدق الطرف (باللاتينية: Juncus acuminatus)
- الأسل مستقيم الأوراق (باللاتينية: Juncus orthophyllus)
- الأسَل المكسيكي (باللاتينية: Juncus mexicanus)
- الأسَل الورقي (باللاتينية: Juncus foliosus)